# پل لینچ
پل لینچ (انگلیسی: Paul Lynch؛ زادهٔ ۱۱ ژوئن ۱۹۴۶) یک کارگردان فیلم، کارگردان تلویزیونی، و فیلم‌نامه‌نویس اهل بریتانیایی-کانادایی است.
از فیلم‌ها یا مجموعه‌های تلویزیونی که وی در آن‌ها نقش داشته‌است، می‌توان به پیشتازان فضا: نسل بعدی، به‌سوی جنوب و زینا: شاهدخت جنگجو اشاره نمود.